# 臺灣憲法史
臺灣憲法是指適用於臺灣的憲制性文件，並不是單指一部特定的法律。臺灣首次有成文性的憲制性文件是在19世紀末，日治時期的《大日本帝國憲法》以及其下所制定的《六三法》。而至今則是以大陸法系的《中華民國憲法》以及1990年代起增修的《中華民國憲法增修條文》。另外，台灣民間自日治時期始一直有倡議訂定異於官方現行根本法的「臺灣憲法」的各種制憲運動。

## 歷史
早期統治臺灣的政權並無憲法的概念。直到1895年（明治28年）5月8日馬關條約生效，臺灣成為大日本帝國領土，才首次有成文性的憲制性文件實施於臺灣。
| 實施日期                                               | 時間       | 憲法                 | 其他憲制性文件       |
| ------------------------------------------------------ | ---------- | -------------------- | -------------------- |
| 1896年（明治29年）4月1日－1906年（明治39年）12月31日   | 10年9个月  | 大日本帝國憲法       | 六三法（臺灣ニ施行スヘキ法令ニ關スル法律）           |
| 1907年（明治40年）1月1日－1921年（大正10年）12月31日   | 15年       | 大日本帝國憲法       | 三一法（臺灣ニ施行スヘキ法令ニ關スル法律）           |
| 1922年（大正11年）1月1日－1945年（昭和20年）10月25日   | 23年9个月  | 大日本帝國憲法       | 法三號（臺灣ニ施行スヘキ法令ニ關スル法律）           |
| 1945年（民國34年）10月25日－1947年（民國36年）12月24日 | 2年2个月   | 中華民國訓政時期約法 | 無                   |
| 1947年（民國36年）12月25日－1948年（民國37年）5月9日   | 4个月      | 中華民國憲法         | 無                   |
| 1948年（民國37年）5月10日－1991年（民國80年）4月30日   | 42年11个月 | 中華民國憲法         | 動員戡亂時期臨時條款 |
| 1991年（民國80年）5月1日－現在                         | 33年11个月 | 中華民國憲法         | 中華民國憲法增修條文 |

1895年甲午戰爭，《馬關條約》賦予日本擁有台灣的主權。中國的割讓將有助於台灣引入憲政制度：日本在六年前頒布了《大日本帝國憲法》又稱為《明治憲法》。此後，日本的殖民化引發了圍繞明治憲法對殖民政府的適用性的激烈辯論。雖然明治寡頭宣布他們的憲法不適用於殖民地，但台灣人民堅稱，他們作為日本公民的入籍保障了明治憲法所列舉的權利。這些法律辯論最終賦予台灣特殊的法律地位——台灣名義上成為憲政。然而，在台灣的日本軍隊和警察不斷侵犯憲法權利，憲法上沒有設立代表機構，同樣，明治天皇將大部分行政和立法權授予了任命的軍事領導人台灣總督。
1920年代，隨著台灣民運人士尋求地方自治和更大的政治自由，本土政治運動興起。1921年至1934年，政治活動人士試圖向日本政府請願，要求建立台灣議會，但收效甚微。相反，1930年台灣地方自治聯盟的成立最終促成了1935年有限的市鎮議會選舉。台灣總督府屈服於這些政治運動，成立了議會，將公眾輿論與國家結合起來。半數議員由選民直接選舉產生，其餘半數議員由政府任命。1935年11月22日是具有里程碑意義的日子，台灣總督府舉行選舉。只有社會經濟地位較高的成年男性才有資格參加。
1946年1月，中華民國召開政治協商會議，決議制憲國民大會代表增加臺灣名額，同年10月臺灣省參議會第一屆第一次臨時大會選出18名代表，於12月25日《中華民國憲法》三讀通過。
台灣法律學者葉俊榮認為，這些憲法將給台灣憲政留下持久的遺產：它們以不同的框架激發了憲法本土化，為台灣最終的憲政身份奠定了基礎。即使在今天，日本殖民主義的殘餘仍然存在於台灣的政治體系中。例如：直到2005年，台灣仍保留其不可轉移單票制（SNTV）系統，《明治憲法》的證明。因此，一位候選人的剩餘選票不能轉移給其他候選人。這種選舉制度在日本一直持續到1994年，但在台灣仍以有限的形式存在。

## 在臺灣施行之憲法文件

### 日治時期

#### 六三法

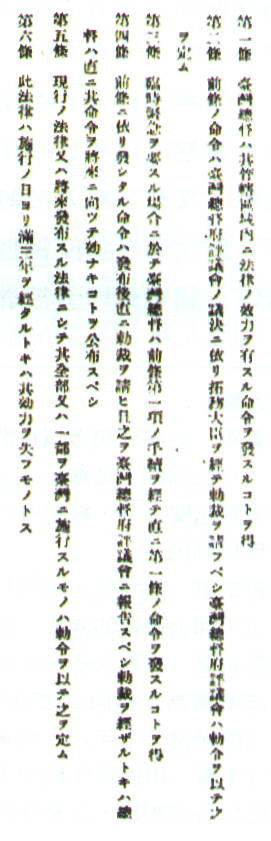
六三法條文

六三法，1896年日本在台灣所實施的特別法律，授權台灣總督府得於管轄範圍內頒布具有法律效力之命令。該條法律的正式名稱是，即「應於臺灣法令施行相關之法律」，簡稱「六三法」。
因台灣總督本已擁有行政權，如係軍人出身，又兼掌軍事權。再依「六三法」規定，總督也有立法權，緊急時更可臨時頒布命令，擁有律令制定權。在這種情況下，「六三法」奠定了台灣總督之絕對權力的法律基礎。
《六三法》「關於應在台灣施行的法令之法律」（明治二十九年法律第六十三條）
- 第一條 台灣總督在其管轄區域內，得制定具有法律的效力之命令。
- 第二條 前條之命令，應經台灣總督府評議會之議決，經拓殖大臣奏請敕裁。台灣總督府評議會之組織，以敕令定之。
- 第三條 在臨時緊急時，台灣總督不經前條第一項之手續，即時制定第一條之命令。
- 第四條 依前條所制定之命令，制定後須立即奏請敕裁，並報告於台灣總督府評議會，如不得敕裁者，總督須即時公佈該命令向將來失效。
- 第五條 現行法律或將來應頒佈之法律，如其全部或一部有施行於台灣之必要者，以敕令定之。
- 第六條 此法自施行之日起，經滿三年失效。

由於六三法賦予總督權力甚大，不僅帝國議會認為侵犯其立法權限、有違憲之虞；台灣方面也因此發起六三法撤廢運動以避免總督專權。

#### 三一法
明治39年（1906年），日本政府公佈法律第三十一號，名稱為「關於應該在台灣施行的法令之法律」，簡稱為「三一法」。明治40年（1907年）1月1日起實施，與「六三法」差別不大，但是，明定總督之律令不得牴觸本國或在台灣施行的法律，不過之前根據「六三法」所頒佈的律令仍然有效，本法效期為5年，在明治44年（1911年）及大正5年（1916年）各延長一次，於大正11年（1922年）被「法三號」取代而失效。

#### 法三號
大正10年（1921年），日本政府公佈法律第三號，名稱為「關於應該在台灣施行的法令之法律」，簡稱為「法三號」。大正11年1月1日起實施，為了使日本本土的法律適用於台灣，將法律之全部或部分要施行於台灣者以敕令定之，總督所制定之律令則只具有補充的地位，只有在台灣有需要，而本土沒有這種法律，或台灣的特殊情況，本土的法律不適合施行於台灣的情形下，才採用制定律令的辦法。至此，總督的立法權被削弱。

#### 民間憲法運動
1921年，第一回的台灣議會設置請願書首度要求日本政府明文制定台灣憲法。該主張認為台灣議會僅是趨向自治的初步，制定明文的台灣憲法才是自治完成的美果，並認為台灣憲法之說和要求台灣議會之產生，其目的完全一致，也就是「漸次得以期待乎立憲國所要求之完全地方自治」，該主張又以林呈祿為最主要提倡者。

### 戰後時期

#### 中華民國憲法
《中華民國憲法》為今台灣使用的憲制性文件，1946年12月25日經中華民國國民政府召開的制憲國民大會議決通過，其中包含18名臺灣選出的制憲國民大會代表，於1947年1月1日由國民政府公布，同年12月25日施行。1949年10月1日後，其法律效力僅及於台灣、澎湖、金門、馬祖。內容除前言外，全文共一百七十五條條文，計分十四章。憲法本文的主要特色為揭櫫主權在民的理念，明定人民自由權利的保障，規定五權分立的中央政府體制及地方自治制度，明示中央與地方權限劃分採取均權制度，並明列基本國策等。
由於當時《中華民國憲法》制定時，中華民國尚擁有中國大陸的治權，因此該憲法是為整個中國而設計，而1949年中華民國政府退守台灣後，該憲法不合於台灣社會的現象屢屢發生。為解決此問題，也因應海峽兩岸特殊的政治情勢，中華民國政府自1990年代起在憲法本文之外另訂憲法增修條文，至今已修訂七次。2003年时，时任中華民國總統陳水扁曾计划“制宪”。

#### 民間憲法運動
另外台灣民間，尤其是本土派與獨派人士，則倡議異於中華民國憲法的台灣憲法。他們認為現行《中華民國憲法》並無正當性，無法表達台灣主體性、無法展現國格國情，無法且切合人民需要，因此台灣人應該自己主張制定真正的「台灣新憲法」、降低修憲門檻、台灣憲改程序納入「公民審議」。

### 引用
1. ↑  Takekoshi, Yosaburō. . [Kessinger Publishing]. 2007: 32–37. ISBN 978-0-548-23043-5. OCLC 753479028.
2. ↑  Takekoshi, Yosaburō. . [Kessinger Publishing]. 2007. ISBN 978-0-548-23043-5. OCLC 753479028.
3. ↑  Hwang, Jau-Yuan; Chang, Wen-Chen; Liao, Fort Fu-Te. . Institute of Developing Economies. 2003, 24: 21–80.
4. ↑  . www.taipeitimes.com. 2021-10-10  [2021-10-25]. （原始内容存档于2022-10-07）.
5. ↑  Wang, Yeh-Lih.  (PDF). 政治學系. 1996, 32: 85–104  [2022-10-06]. （原始内容存档 (PDF)于2022-02-20）.
6. ↑  . www.taipeitimes.com. 2019-05-26  [2021-10-25]. （原始内容存档于2022-10-08）.
7. ↑  . 檔案支援教學網. 國家發展委員會檔案管理局.   [2024-05-05]. （原始内容存档于2024-02-22）.
8. ↑  .   [2018-12-28]. （原始内容存档于2020-02-23）.
9. ↑  Junrong, Yeh. . Hart Publishing. 2016: 24–25  [2022-10-06]. ISBN 978-1-84946-512-0. OCLC 931861393. （原始内容存档于2023-04-10）.
10. ↑  . aceproject.org.   [2021-10-25]. （原始内容存档于2022-09-29）.
11. ↑  .   [2012-10-25]. （原始内容存档于2022-07-06）.

### 书籍
- 王泰升，《台灣日治時期憲法史初探》
- 楊碧川，1997，台灣歷史詞典。台北：前衛。
- 張炎憲，1994，五十年政治血淚。日本文摘 9：22-40。

### 其他
- 東海大學台灣研究室，nd，台灣文獻導讀：第九講  殖民統治與社會運動 [online]。台中：東海大學台灣研究室。查阅於2004年11月3日。